# Perewołoczna
Perewołoczna (ukr. Переволочна) – wieś na Ukrainie, w obwodzie czernihowskim, w rejonie pryłuckim, w hromadzie Ładan. W 2001 liczyła 689 mieszkańców, wśród których 678 wskazało jako ojczysty język ukraiński, a 11 rosyjski.